# Ivan Shmelyov
Ivan Sergeyevich Shmelyov (tiếng Nga: Иван Сергеевич Шмелёв, cũng viết Shmelev và Chmelov, 3 tháng 10 năm 1873 - 24 tháng 6 năm 1950) là một nhà văn lưu vong Nga. Ông là thành viên Nhóm văn học Moskva Sreda.

## Tiểu sử
Shmelev sinh ra tại Zamoskovorechye trong một gia đình thương gia, sau khi hoàn thành trung học vào năm 1894, ông đã theo học ngành luật của Đại học Moskva. Truyện được xuất bản đầu tiên của anh là vào năm 1895, trong cùng một năm ông đến thăm Tu viện Valaam, một chuyến đi mà đã có một ảnh hưởng sâu sắc tinh thần của anh và anh đã sáng tác cuốn sách đầu tiên của mình, Na skalakh Valaama ['Trên vách đá của Valaam'] (1897). Sau khi tốt nghiệp vào năm 1898, anh gia nhập quân ngũ và đã trải qua nhiều năm làm công chức tại các tỉnh trong khi vẫn tiếp tục viết, các câu chuyện đầu tiên của anh được xuất bản bởi Nhà xuất bản Znaniye của Maxim Gorky. Sau khi cuộc cách mạng Nga năm 1905, anh càng trở nên nổi tiếng, và truyện năm 1911 "Chelovek iz restorana" ['người đàn ông từ nhà hàng'] đã thành công vang dội, làm cho anh một trong những nhà văn được nhiều nhiều người biết đến nhất thời điểm dó, nó mô tả, với những khoảnh khắc quyền lực Dostoyevskyan, sự suy đồi của những người giàu có được quan sát trong con mắt của một người bồi bàn giản dị và vị cha đạo đức mà con trai và con gái trở về sau cuộc phiêu lưu thảm họa trên thế giới ". Câu chuyện Shmelyov của cơ sở cho bộ phim Yakov Protazanov của cùng tên, phát hành vào năm 1927, với Mikhail Chekhov đóng vai chính.
Shmelev hoan nghênh cuộc cách mạng tháng 2 và sự sụp đổ của chế độ chuyên quyền, ông đã đi khắp nước Nga để xem ảnh hưởng của sự thay đổi, và có sự dịch chuyển cực lớn khi những người lưu vong chính trị trở về từ Siberia nói cho ông viết các tác phẩm của ông đã có ý nghĩa như thế nào đối với họ. Tuy nhiên, ông chống cách mạng Tháng Mười và chuyển đến Crimea do Bạch Vệ kiểm soát, và khi con trai yêu quý của ông Sergei, một sĩ quan trong quân đội tình nguyện viên đã chấp nhận đề nghị ân xá của Bolshevik xá và từ chối theo P. Wrangel lưu vong vào năm 1920, anh ta đã bị bắt giữ bởi Uỷ ban Cách mạng Béla Kun ở Crimea và bắn không qua xét xử, ông chấp nhận đề nghị của Bunin tham gia lưu vong ở Pháp.